# Salim Idris
Salim Idris (ur. ok. 1957) – syryjski wojskowy, głównodowodzący Wolnej Armii Syrii od grudnia 2012.

## Życiorys
Wykształcenie wojskowe odebrał w NRD, wykładał w Akademii Inżynierii Wojskowej k. Aleppo. Generał armii syryjskiej, w lipcu 2012 zdezerterował i przyłączył się do opozycji w wojnie domowej w Syrii.
15 grudnia 2012 został wybrany na szefa sztabu Wolnej Armii Syrii (WAS) na przeprowadzonej w Turcji konferencji, której celem było zjednoczenie sił wojskowych syryjskiej opozycji wobec Baszszara al-Asada.
W lutym 2013 gen. Idris zwrócił się do USA z prośbą o pomoc wojskową dla dowodzonych przez siebie sił, zarówno w zakresie dostaw broni i sprzętu, jak i szkolenia syryjskich powstańców, pomocy humanitarnej oraz ochrony przed bronią chemiczną. Wiosną tego samego roku domagał się również bardziej zdecydowanej reakcji USA na działania al-Asada, którego oskarżał o stosowanie broni chemicznej przeciwko swoim przeciwnikom. Domagał się ustanowienia nad Syrią strefy zakazu lotów. W końcu maja 2013, w czasie wizyty amerykańskiego senatora Johna McCaina w Syrii domagał się, by USA ustanowiły „strategiczną równowagę wojskową” między stronami konfliktu syryjskiego, zanim rozpoczęte zostaną jakiekolwiek rozmowy pokojowe. Stwierdził, że opozycja przystąpi do negocjacji z rządem dopiero po otrzymaniu dostaw broni (w tym przeciwlotniczej i przeciwczołgowej), która miałaby pozwolić na stawienie czoła siłom al-Asada wspieranym przez Rosję i Iran. Domagał się czynnego wspierania powstańców przez USA poprzez uderzenia powietrzne na siły rządowe oraz na bojówki libańskiego Hezbollahu, które w bitwie pod Al-Kusajr wsparły siły rządowe. Na początku czerwca stwierdził, że podczas gdy kraje zachodnie zastanawiają się nad udzielaniem umiarkowanej opozycji pomocy, w siłę rosną walczące niezależnie od niej przeciw al-Asadowi oddziały islamskich fundamentalistów. Następnie zgodził się na udział antyasadowskiej opozycji w negocjacjach pokojowych ze stroną rządową pod warunkiem dymisji Baszszara al-Asada, osądzenia dowódców wojskowych i służb specjalnych, którzy kierowali represjami wobec ludności cywilnej oraz utworzenia rządu tymczasowego zdominowanego przez opozycję.
Program polityczny podległych mu struktur był umiarkowany. Idris podkreślał, że pozyskaną z USA bronią nie będzie dzielił się z jednostkami muzułmańskich fundamentalistów i nie prowadzi razem z nimi skoordynowanych działań zbrojnych. Zapowiadał także, że po zwycięstwie powstańców o demokratycznych poglądach mogliby oni współdziałać z siłami narodowymi (dawnymi przeciwnikami) w celu wyparcia z Syrii oddziałów islamistycznych. Jego pozycja i znaczenie w szeregach opozycji syryjskiej zależało od uzyskiwanego przez niego wsparcia zachodniego oraz z krajów Zatoki Perskiej.
W grudniu 2013 zbrojne oddziały islamistyczne przejęły należące do Wolnej Armii Syrii magazyny z bronią w mieście Bab al-Hawa, leżącego w muhafazie Idlib. Broń składowana w magazynie pochodziła z amerykańskich dostaw, a sam atak na bazę zmusił gen. Idrisa do wyjazdu z kraju, najprawdopodobniej do Kataru. Przejęcie magazynów stało się przyczyną zawieszenia przez USA i Wielką Brytanię wspierania syryjskiej umiarkowanej opozycji. Według innych źródeł wojskowy udał się do Turcji, gdzie posiada dom. W oficjalnym komunikacie dowodzonej przez niego formacji stwierdzono, że informacje o ucieczce dowódcy są fałszywe i mają na celu obniżenie morale jego żołnierzy, tymczasem gen. Idris w rzeczywistości znajduje się w północnej Syrii i nadal wykonuje swoje obowiązki. Zaprzeczono również, jakoby Wolna Armia Syrii straciła kontrolę nad swoim magazynem broni, twierdząc, iż islamistyczni bojownicy z Frontu Islamskiego zostali zaproszeni do jego ochrony przed bojówkami związanymi z Al-Kaidą.
12 grudnia 2013 w wywiadzie dla CNN gen. Idris zadeklarował, że faktycznie przebywał w Katarze i Turcji, lecz wrócił nad syryjską granicę i jest w kontakcie z innymi dowódcami. 13 grudnia 2013 WAS potwierdziła, iż Front Islamski wszedł w posiadanie karabinów i amunicji rozkradzionej z magazynów Bab al-Hawa. Jednocześnie zapewniono, iż gen. Idris negocjuje z Frontem Islamskim w kwestii warunków zwrotu broni. 16 lutego 2014 Najwyższa Rada Wojskowa ogłosiła odwołanie generała Idrisa z zajmowanego stanowiska. Przyczynami jego dymisji była według komunikatu „zła dystrybucja broni”, „błędy i zaniedbania w czasie walk” oraz jego „oddalenie od trosk powstańców”. Jego następcą został generał Abd al-Ilah al-Baszir.